# Murena (sous-marin)
Le Murena est un sous-marin de la classe Tritone série I, en service dans la Regia Marina lancé pendant la Seconde Guerre mondiale.  

## Caractéristiques
La classe Tritone déplaçait 866 tonnes en surface et 1 068 tonnes en immersion. Les sous-marins mesuraient 63,15 mètres de long, avaient une largeur de 46,98 mètres et un tirant d'eau de 4,87 mètres. Ils avaient une profondeur de plongée opérationnelle de 130 mètres. Leur équipage comptait 6 officiers et 44 sous-officiers et marins. 
Pour la navigation de surface, les sous-marins étaient propulsés par deux moteurs diesel FIAT de 1 200 chevaux-vapeur (cv) (883 kW) chacun  entraînant deux arbres d'hélices. En immersion, chaque hélice était entraînée par un moteur électrique  CDRA de 400 chevaux-vapeur (294 kW). Ils pouvaient atteindre 16 nœuds (29,6 km/h) en surface et 8 nœuds (14,8 km/h) sous l'eau. En surface, la classe Tritone Série I avait une autonomie de 13 000 milles nautiques (24 076 km) à 8,5 nœuds (15,7 km/h); en immersion, elle avait une autonomie de 74,5 milles nautiques (138 km) à 4 nœuds (7,4 km/h).
Les sous-marins étaient armés de six tubes lance-torpilles (4 à l'avant et 2 à l'arrière) de 53,3 centimètres. Pour les combats en surface, ils étaient équipés de 1 canon de 100/47 mm et de 4 mitrailleuses Breda Model 1931 de 13,2 mm sur deux tambours rétractables.

## Construction et mise en service
Le Murena est construit par le chantier naval Odero-Terni-Orlando (OTO) de La Spezia en Italie, et mis sur cale le 1er avril 1942. Il est lancé le 11 avril 1943 et est achevé et mis en service le 25 août 1943. Il est commissionné le même jour dans la Regia Marina.

## Historique
Pendant sa construction, la Regia Marina décide d'adapter le Murena au transport d'engins d'assaut, avec l'application de quatre conteneurs cylindriques pour les Siluro a lenta corsa (SLC) ou les canots explosifs MTR. Ces conteneurs sont placés sur les côtés du pont, deux à la hauteur de la tourelle et deux légèrement en avant de celle-ci. Le Murena est lancé avec les conteneurs déjà à leur place.
En septembre, il est presque prêt pour sa première mission en tant qu'embarcation d'approche. Sous le commandement du capitaine de corvette (capitano di corvetta) Luigi Longanesi Cattani, au début d'octobre 1943 (le 2 du mois), il doit apporter quatre canots MTR pour attaquer Gibraltar.
Le 8 septembre, jour de l'Armistice de Cassibile, Luigi Longanesi Cattani est en mer avec le Murena pour un nouvel essai et à son retour, il trouve la base en état d'alerte. Après avoir surmonté sa perplexité initiale et tenté en vain de contacter son commandement, il donne l'ordre de réapprovisionner le Murena et de se préparer à prendre la mer. Cependant, l'ordre de sabordage arrive de la part de l'amiral Maraghini, qui croit à tort que, comme les autres sous-marins de la classe Tritone, Grongo et Sparide, il est incapable de prendre la mer. Avec l'aide de Junio Valerio Borghese, il obtient l'annulation de l'ordre.
"Dès que notre situation différente par rapport aux autres sous-marins jumeaux a été clarifiée par téléphone, le commandant en chef du Haut Tyrrhénien a accepté ma demande d'annuler, pour le "Murena", son ordre de sabordage, et je me suis immédiatement dirigé avec un M.T.S. très rapide, mis à ma disposition par le commandant du MAS Decima Flottiglia vers mon navire, pour communiquer l'annulation de l'ordre de sabordage et confirmer les ordres de se préparer à sortir en mer."
(Luigi Longanesi Cattani)
L'ingénieur en chef du Murena, le capitaine de génie naval Pier Marietti, disparait avec le sous-marin alors qu'il dirigeait les manœuvres de sabordage,.
Plus tard, récupérée par les Allemands, le Murena reçoit de la Kriegsmarine le nouveau nom de UIT-6 et est transféré de La Spezia à Gênes pour des réparations, mais le 4 septembre 1944, pendant un violent bombardement aérien américain de Gênes, il est touché et coulé, tout comme ses navires-jumeaux (sister ships) Grongo et Sparide.
L'épave, récupérée en 1947, est envoyée à la démolition.